# Левинский, Владимир Дмитриевич

Владимир Дмитриевич Леви́нский ; родился 1849, Могилев,Российская империя — умер 04.03.1917, Тифлис, Российская империя — тайный советник Российской империи (1916), писатель, предприниматель, общественный деятель.

## Биография
Родился в Могилеве, окончил Петровскую земледельческую и лесную академию в Москве. Ученый секретарь москов. политехнич. музея, принимал близкое участие в устройстве в моск. политехнич. музее воскресных чтений и редактировал ряд «Воскресных объяснений коллекций политехн. музея» (М., 1884-94); устроил при моск. общ. сельского хоз. первые публичные выкормки шелковичных червей, сопровождая их соотв. чтениями. Хранитель сельскохозяйственного отдела Политехнического музея (Московского музея прикладных знаний). На всеросс. выставке 1882 г. был помощником распорядителя III отд. м-ва госуд. имущ. Л. сотрудник многих сельскохоз. изданий. Отд. появились: «Индийские куры» (М., 1879); «Молоко, сливки и масло» (М., 1882). С 1884—1908 владелец и редактор «Будильника», в котором публиковался Антон Павлович Чехов. Левинский автор расск. «Перекрещенец».
Принадлежил высшему чиновничеству Российской империи: в сл. с 1873, в класс. чине с 1876 (МСХИ н.з. 1872). ДСС с 1903. ТС с 1916. Прич. к МТП.(Министерство торговли и промышленности)/1.3.1916.
27 апреля 1897 года Владимир Дмитриевич Левинский, надворный советник, первым браком в возрасте 47 лет венчался с состоящей в разводе женой личного почетного гражданина Елизаветой Николаевной Разсохиной, православного вероисповедания, вторым браком, 33 лет. Поручителями по жениху были действительный статский советник Петр Петрович Петров, надворный советник Сергей Петрович Губонин, по невесте: надворный советник Иван Андреевич Соловьев, дворянин Сергей Александрович Козловский и статский советник Яков Яковлевич Никитинский (ЦГА Москвы. Ф.203. Оп.776. Д.13А. Л.181. Церковь Св. Александра Невского в Комиссаровском техническом училище). Елизавета Николаевна Рассохина, сотр. журн. «Будильник» (1895)(в 1906—1908 годах была его издательницей), драматург, рус. театр. деятельница и антрепренёр. Держала антрепризы в разл. городах России, содержательница платной театральной библиотеки и литографии при ней. Отличалась большой энергией и предприимчивостью. Была организатором и учредительницей «Первого театрального агентства для России и заграницы Е. H. Рассохиной» (1892, Москва), занимавшегося посредничеством между антрепренёрами и актёрами. Первый контракт своей жизни Федор Шаляпин заключил с Рассохиной. До организации в 1896 справочно-статистич. бюро PTO агентство Р. было единственным в России посредником между актёрами и антрепренёрами. В дальнейшем агентство начало заниматься также устройством актёрских «товариществ», организацией гастролей-рус. и иностр. актёров (драм. и оперных) и др. С договорных сумм в пользу агентства отчислялись проценты. Просуществовало до Октябрьской революции.
Согласно записи в метрической книге Николаевской церкви в Инженерном училище от 27 апреля 1914 года, «казак области войска Донского, Старочеркасской станицы, инженер-технолог Владимир Константинович Андропов православного вероисповедания 29 лет и дочь финляндского гражданина девица Евгения Карловна Флеккенштейн, православного вероисповедания 23-х лет сочетались браком». Поручителями по невесте выступил учёный секретарь Политехнического музея, действительный статский советник, потом тайный советник, Владимир Дмитриевич Левинский.
Тайный советник Владимир Дмитриевич Левинский предполагаемый биологический отец Евгений Карловны Флекенштейн, матери Юрия Владимировича Андропова.
Тайный советник Владимир Дмитриевич Левинский умер 4 марта 1917 года, в Тбилиси от сердечной жабы, похоронен 24 марта на кладбище Алексеевского монастыря (ЦГА Москвы. Ф.2125. Оп.2. Д.66. Л.202об., 205. Крестовоздвиженская церковь в бывшем монастыре Пречистенского сорока).